# Orthodoxe Verteidigung
Bei der Orthodoxen Verteidigung handelt es sich um eine Eröffnung im Schachspiel, die zum Damengambit zählt und folglich zu den Geschlossenen Spielen gehört.
Sie entwickelt sich aus dem Abgelehnten Damengambit. Von ca. 1870 bis ca. 1930 war sie eine der meistgespielten Verteidigungen. Es ergeben sich für Schwarz etwas passive Stellungen, die zwar solide sind, in denen Weiß eine „natürliche Entwicklung“ seiner Figuren aber leichter fällt als dem Schwarzen. Schwarz hat einen Problemläufer auf c8 und weniger Raum. Heutzutage werden Verteidigungen gegen 1. d2–d4 bevorzugt, die bei etwas mehr Risiko größere Gewinnchancen bieten.
Die Orthodoxe Verteidigung beginnt mit den Zügen
1. d2–d4 d7–d5 2. c2–c4 e7–e6 3. Sb1–c3 Sg8–f6 4. Lc1–g5 Lf8–e7 5. e2–e3 0–0 6. Sg1–f3 Sb8–d7.
Ihre Hauptvariante entsteht nach 7. Ta1–c1 c7–c6 8. Lf1–d3 d5xc4 9. Ld3xc4.

## Varianten
Capablanca wandte gern das Entlastungsmanöver 9. … Sf6–d5 10. Lg5xe7 Dd8xe7 11. 0–0 Sd5xc3 12. Tc1xc3 e6–e5 an. 13. d4xe5 Sd7xe5 14. Sf3xe5 De7xe5 15. f2–f4 wird das weiße Bauernzentrum in Bewegung setzen.
13. Dd1–c2 führte in einer Fernpartie nach e5xd4 14. e3xd4 Sd7–f6 15. Tf1–e1 De7–d6 16. Sf3–g5 Lc8–g4 17. Tc3–g3 Lg4–h5 18. Tg3–h3 Lh5–g6 zu einer schönen Kombination, die auf einem Gabelmotiv beruhte: 19. Dc2xg6 h7xg6 20. Lc4xf7+ Tf8xf7 21. Th3–h8+ Kg8xh8 22. Sg5xf7+ nebst 23. Sf7xd6
Aljechin wich gern durch 11. Sc3–e4 ab.
In einer am Freitag, 21. August 1936 in Nottingham gespielten Partie Weltmeister Euwe - Flohr geschah weiter: 11...S5f6 12. Sg3 e5 13. 0–0 exd4 14. Sf5 Dd8 15.S3xd4 Se5 16. Lb3 Lxf5 17. Sxf5 g6 18. Dd4 Dxd4 19. Sxd4 ½:½.
8. Dd1–c2 ist die Hauptmöglichkeit zum Tempokampf, der Schwarz zum sofortigen d5xc4 verleiten soll, wonach der Lf1 in einem Rutsch auf c4 schlagen könnte. Diese Tempokampf-Variante kann weitergeführt werden mit 8. … a7–a6 9. a2–a3 Tf8–e8 10. h2–h3
7. … a7–a6 strebt mittels d5xc4 und b7–b5 ein erweitertes Fianchetto an. 8. c4xd5 oder 8. c4–c5 wehren dieses Vorhaben ab. Die Rubinstein-Falle ergab sich aus dieser Variante.
7. … b7–b6 schwächt den Punkt c6 und kann nach 8. c4xd5! e6xd5 durch den Aufbau Se5, Ld3, f4, 0–0 zum Pillsbury-Angriff führen.
Durch einen Einschub von h6 und Lh4 wie 7. … h7–h6 8. Lg5–h4 verliert das Entlastungsmanöver Sf6–d5 an Kraft. Nach 8. … c7–c6 9. Lf1–d3 d5xc4 10. Ld3xc4 Sf6–d5 verwehrt 11. Lh4–g3 dem beengter stehenden Schwarzen einen Abtausch und erschwert e6–e5.
7. Dd1–c2 hält sich die Möglichkeit zur 0–0–0 offen.
Schwarz kann sich im Verlaufe der Einleitung auch noch für andere Verteidigungen im Damengambit entscheiden:
- Cambridge-Springs-Variante 4. … Sb8–d7 5. e2–e3 c7–c6 6. Sg1–f3 Dd8–a5
- Lasker-Verteidigung 4. … Lf8–e7 5. e2–e3 0–0 6. Sg1–f3 h7–h6 7. Lg5–h4 Sf6–e4
- Tartakower-Verteidigung 4. … Lf8–e7 5. e2–e3 0–0 6. Sg1–f3 h7–h6 7. Lg5–h4 b7–b6
- 3. Sb1–c3 Sg8–f6 4. Lc1–g5 c7–c5 5. c4xd5 c5xd4 6. Dd1xd4 Lf8–e7 7. e2–e4 Sb8–c6
- 3. Sb1–c3 Sg8–f6 4. Lc1–g5 c7–c5 5. c4xd5 Dd8–b6